# Radio Al-Salam
Radio Al-Salam (La Radio de la Paix) est une station de radio indépendante, multiconfessionnelle et pluriethnique, qui favorise l'expression des populations réfugiées et déplacées à la suite du conflit syrien et à l'invasion de la plaine de Ninive par l'Organisation État islamique.
Faute de fonds, la radio a annoncé cesser d'émettre le 30 avril 2025.

## Objectifs de la radio
La radio diffuse de la musique, des reportages et des émissions 7j/7, 24h/24, en langues arabe et kurde. 
Elle cherche à favoriser le dialogue et la réconciliation, portant la voix des populations réfugiées, déplacées ou retournées du Nord de l'Irak, et en particulier des minorités : chrétiens, yézidis, syriens),. À l'époque de la création de la radio, près de deux millions de personnes avaient trouvé refuge au Kurdistan Irakien. 
Ses programmes sont diffusés depuis Erbil et Dohuk et sont accessibles dans les Gouvernorats d'Erbil, Dohuk et Ninive, sur son site internet et via son application smartphone.

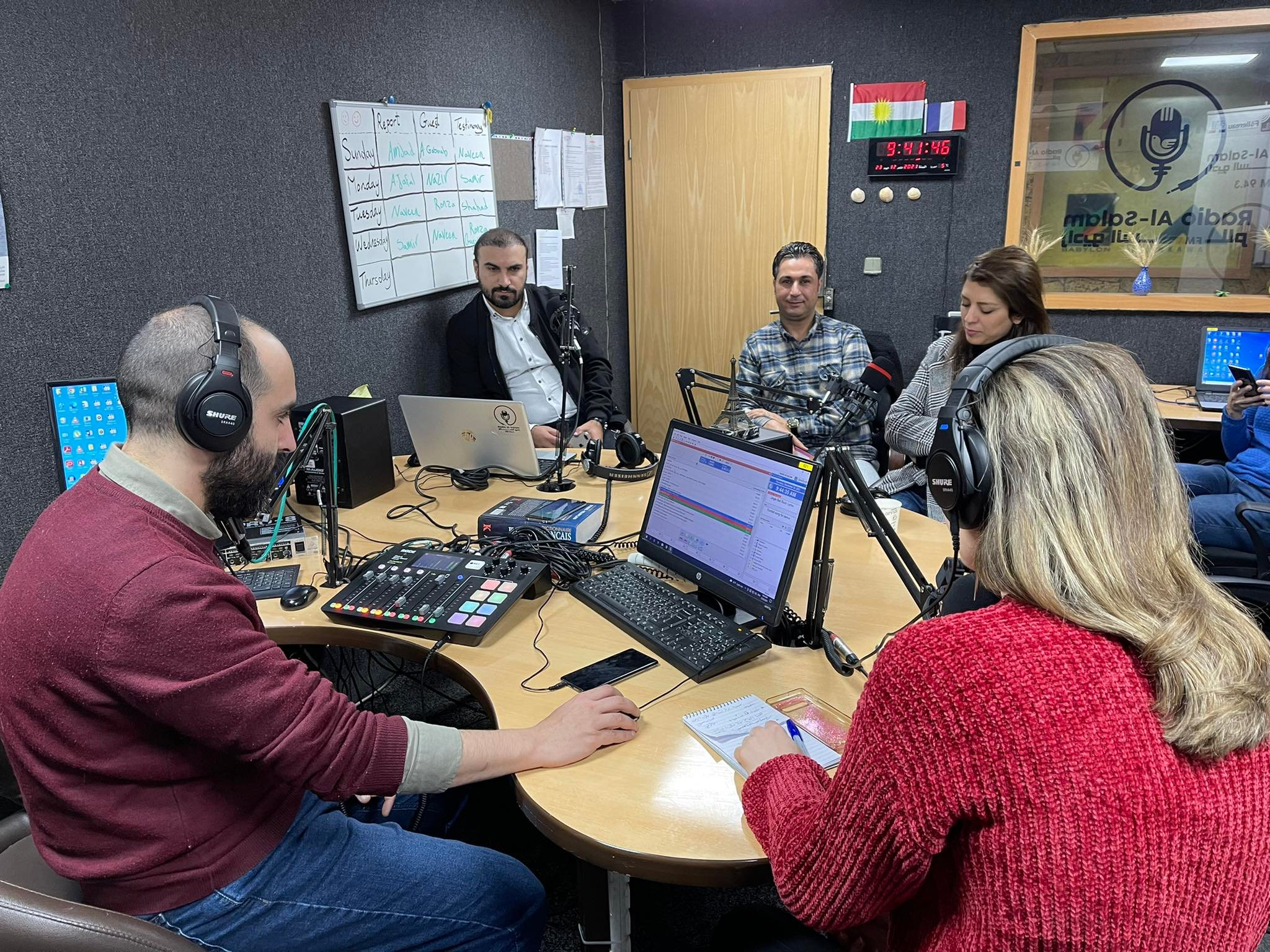
L'équipe de journalistes au sein du studio

## Fondateurs et partenaires
En juin 2014, l’État Islamique envahit Mossoul en Irak. Des milliers de personnes se déplacent vers le Kurdistan Irakien. L'ancien Consul de France à Erbil, le docteur Frédéric Tissot et l'homme d'affaires Hugues Dewavrin, administrateur de l'ONG La Guide Européenne du Raid, ont l'idée d'une radio pour les déplacés. Ils l'évoquent à l'entrepreneur social Jean-Christophe Crespel.
Ce dernier va réunir des compétences (ONG Radios Sans Frontières), des financements (l'Œuvre d'Orient,, et des ressources humaines (La Guilde Européenne du Raid), et rendre corps au projet.
La Radio est, ou a été, aussi soutenue financièrement par la Fondation Raoul-Follereau, le Centre de crise et de soutien du Ministère de l'Europe et des Affaires étrangères de la France, l'Agence Française de Développement, la Région Ile-de-France et la région Auvergne Rhône-Alpes. 
Jusqu'à avril 2025, elle était soutenue financièrement à hauteur de 50% par l'Agence française de développement (AFD).
Depuis sa création, la radio, inaugurée en présence de Pascal Bruckner et de Sylvain Tesson, a fait l'objet de multiples reportages par des médias tels que TV5 Monde, KTO, Radio Notre-Dame ou RFI. 
Elle fait l'objet d'un film, issu d'une trilogie La vie après Daech, réalisé par Xavier de Lauzanne, sorti en mars 2023,.